# Sports Nippon
Sports Nippon (スポーツニッポン Supōtsu Nippon?) es el primer periódico deportivo japonés diario, fundado en 1948. Se encuentra relacionado con Mainichi Shimbun. El 8 de noviembre de 2004 llegaron al número 20 000